# Ковлі (Альберта)
Ковлі (англ. Cowley) — село в Канаді, у провінції Альберта, у складі муніципального району Пінчер-Крик № 9.

## Населення
За даними перепису 2016 року, село нараховувало 209 осіб, показавши скорочення на 11,4%, порівняно з 2011-м роком. Середня густина населення становила 152,9 осіб/км².
З офіційних мов обидвома одночасно володіли 10 жителів, тільки англійською — 200. Усього 10 осіб вважали рідною мовою не одну з офіційних.
Працездатне населення становило 150 осіб (73,2% усього населення), рівень безробіття — 6,7% (0% серед чоловіків та 0% серед жінок). 63,3% осіб були найманими працівниками, а 36,7% — самозайнятими.
Середній дохід на особу становив $12 013 (медіана $12 002), при цьому для чоловіків — $12 013, а для жінок $12 013 (медіани — $12 002 та $12 002 відповідно).
35,7% мешканців мали закінчену шкільну освіту, не мали закінченої шкільної освіти — 23,8%, 40,5% мали післяшкільну освіту, з яких 11,8% мали диплом бакалавра, або вищий.
| Статево-вікова структура населення | Статево-вікова структура населення | Статево-вікова структура населення | Статево-вікова структура населення | Статево-вікова структура населення |
| ---------------------------------- | ---------------------------------- | ---------------------------------- | ---------------------------------- | ---------------------------------- |
|                                    |                                    |                                    |                                    |                                    |
| Всього                             | Всього                             | 47,6%52,4%                         |                                    |                                    |
| 0 — 14 років                       | 0 — 14 років                       |                                    | 19,5%                              | 19,5%                              |
| 15 — 64 років                      | 15 — 64 років                      |                                    | 58,5%                              | 58,5%                              |
| 65 і більше                        | 65 і більше                        |                                    | 22%                                | 22%                                |
| Середній вік (років)               | Середній вік (років)               | 46,341,3                           | 43,7                               | 43,7                               |
| Медіана (років)                    | Медіана (років)                    | 49,543,0                           | 46,7                               | 46,7                               |
| — чоловіки — жінки                 |                                    |                                    |                                    |                                    |

| Походження мешканців:     | Походження мешканців:     | Походження мешканців: | Походження мешканців: | Походження мешканців: |
| ------------------------- | ------------------------- | --------------------- | --------------------- | --------------------- |
| Походження                |                           |                       | осіб                  | %                     |
| Корінні американці        | Корінні американці        |                       | 30                    | 9.84%                 |
| Інше північноамериканське | Інше північноамериканське |                       | 80                    | 26.23%                |
| Європейське               | Європейське               |                       | 235                   | 77.05%                |
| британське                | британське                |                       | 135                   | 44.26%                |
| французьке                | французьке                |                       | 35                    | 11.48%                |
| українське                | українське                |                       | 35                    | 11.48%                |

| Зайнятість населення за галузями (за класифікацією NOC): | Зайнятість населення за галузями (за класифікацією NOC): | Зайнятість населення за галузями (за класифікацією NOC): | Зайнятість населення за галузями (за класифікацією NOC): | Зайнятість населення за галузями (за класифікацією NOC): |
| -------------------------------------------------------- | -------------------------------------------------------- | -------------------------------------------------------- | -------------------------------------------------------- | -------------------------------------------------------- |
|                                                          |                                                          |                                                          |                                                          |                                                          |
| Управління                                               | Управління                                               |                                                          | 6,7%                                                     | 6,7%                                                     |
| Бізнес, фінанси та адміністрування                       | Бізнес, фінанси та адміністрування                       |                                                          | 10%                                                      | 10%                                                      |
| Охорона здоров'я                                         | Охорона здоров'я                                         |                                                          | 6,7%                                                     | 6,7%                                                     |
| Освіта, правозахист, муніципальні та урядові служби      | Освіта, правозахист, муніципальні та урядові служби      |                                                          | 6,7%                                                     | 6,7%                                                     |
| Мистецтво, культура, відпочинок та спорт                 | Мистецтво, культура, відпочинок та спорт                 |                                                          | 6,7%                                                     | 6,7%                                                     |
| Роздрібна торгівля та послуги                            | Роздрібна торгівля та послуги                            |                                                          | 30%                                                      | 30%                                                      |
| Гуртова торгівля, транспорт та обладнання                | Гуртова торгівля, транспорт та обладнання                |                                                          | 16,7%                                                    | 16,7%                                                    |
| Природні ресурси, сільське господарство                  | Природні ресурси, сільське господарство                  |                                                          | 20%                                                      | 20%                                                      |
| Виробництво                                              | Виробництво                                              |                                                          | 6,7%                                                     | 6,7%                                                     |

## Клімат
Середня річна температура становить 5°C, середня максимальна – 21,4°C, а середня мінімальна – -13,9°C. Середня річна кількість опадів – 514 мм.
| Клімат поселення                              | Клімат поселення | Клімат поселення | Клімат поселення | Клімат поселення | Клімат поселення | Клімат поселення | Клімат поселення | Клімат поселення | Клімат поселення | Клімат поселення | Клімат поселення | Клімат поселення | Клімат поселення |
| Показник                                      | Січ.             | Лют.             | Бер.             | Квіт.            | Трав.            | Черв.            | Лип.             | Серп.            | Вер.             | Жовт.            | Лист.            | Груд.            |                  |
| Середній максимум, °C                         | 0,14             | 2,52             | 6,43             | 11,50            | 16,63            | 20,65            | 21,22            | 21,39            | 16,41            | 11,39            | 3,70             | −0,55            |                  |
| Середня температура, °C                       | −6,88            | −4,5             | −0,6             | 4,46             | 9,58             | 13,63            | 16,27            | 16,43            | 11,44            | 6,42             | −1,28            | −5,5             |                  |
| Середній мінімум, °C                          | −13,92           | −11,54           | −7,62            | −2,56            | 2,56             | 6,60             | 11,30            | 11,47            | 6,48             | 1,46             | −6,23            | −10,48           |                  |
| Норма опадів, мм                              | 24               | 27               | 32               | 35               | 67               | 85               | 57               | 46               | 56               | 32               | 30               | 23               |                  |
| Середньомісячна швидкість вітру, м/с          | 4.31             | 3.90             | 4.20             | 4.10             | 3.97             | 3.70             | 3.39             | 3.20             | 3.40             | 3.90             | 4.26             | 4.25             |                  |
| Середньомісячна сонячна радіація, кДж/м²·день | 4125             | 7590             | 12873            | 17073            | 20709            | 22012            | 23567            | 20248            | 14436            | 8626             | 4468             | 3233             |                  |
| --------------------------------------------- | ---------------- | ---------------- | ---------------- | ---------------- | ---------------- | ---------------- | ---------------- | ---------------- | ---------------- | ---------------- | ---------------- | ---------------- | ---------------- |
| Джерело:                                      |                  |                  |                  |                  |                  |                  |                  |                  |                  |                  |                  |                  |                  |